# 河野亮
河野 亮（かわの りょう、1971年5月3日 - ）は、神奈川県横浜市出身の元プロ野球選手（内野手、外野手）。

## 経歴

### プロ入り前
小学3年の時に少年野球チームに入り、投手で4番打者だった。
日大藤沢高では鈴木博識監督の指導を受けた。3年夏は県大会で横浜高校に延長11回の末に敗れ準優勝も横浜スタジアムで特大の本塁打を放つ。

### 現役時代
1989年オフにドラフト外でヤクルトスワローズに入団。入団当時から「大食いの河野」の異名を持ち、その手のエピソードを多数持つ。
1991年は、1A・サリナス・スパーズに野球留学した。
1993年に、一軍公式戦へ初出場する。ファームでは長打力を発揮し62打点を挙げ打点王になるも、一軍では層の厚い壁に阻まれた。
1994年は捕手にも挑戦。
1995年はイースタンで19本塁打、82打点を記録し2冠となる。11月に佐藤真一・田畑一也との交換トレードで柳田聖人と共に福岡ダイエーホークスへ移籍。
1999年6月に鳥越裕介とのトレードで中日ドラゴンズへ移籍。同年、古巣ダイエーとの日本シリーズでは山崎武司が骨折し出場不可能になったため「中日の秘密兵器」と一部スポーツ紙が取り上げたこともあったが、出番がないまま同年11月に鈴木平（ヤクルト時代に同僚だった）との交換トレードで岸川登俊と共にオリックス・ブルーウェーブへ移籍。
2001年オフに戦力外通告を受け、現役を引退した。

### 現役引退後
現役引退後はスポーツ用品販売会社に勤務し、店長職を務めた。
2005年に松井優典から誘われて当時創設1年目となる東北楽天ゴールデンイーグルスの二軍総務に就任した。
2010年秋からは楽天の監督に就任した星野仙一の担当マネージャーを担当し、仙台では球場送迎用運転手も務めた。
2012年11月15日からはチーム統括本部 本部長補佐 監督担当部長に就任。
2013年7月には新設されたファンリレーション室の室長も兼務。
2014年からはチーム統括本部 監督担当部長兼チーム統括本部管理部部長に就任した。
2015年より、二軍打撃コーチとして現場復帰することが発表された。背番号は96。2016年は二軍チーフ打撃コーチに昇格したが、2017年、2018年は再び二軍打撃コーチを務め、2018年10月5日に翌年の契約しないと通告された。
10月19日、ダイエー時代に同僚だった井口資仁が監督を務める千葉ロッテマリーンズの一軍打撃コーチに2019年から就任することが発表された。背番号は変わらず96。ダイエー時代にトレードの相手となった鳥越とはお互いにコーチとしてチームメイトとなった。井口監督、鳥越二軍監督の退任に伴い、2022年をもって退団。2022年はチーム打率.231、97本塁打はともにリーグ5位と、貧打に苦しんだ。
2023年より、横浜DeNAベイスターズのアマチュアスカウトに就任した。東北地方と埼玉県を担当する。

## 選手としての特徴
長打力が売りで、二軍ではイースタン、ウエスタン両リーグでそれぞれ本塁打王に輝いた経歴がある（1995年と1999年）。

## 詳細情報

### 年度別打撃成績
| 年 度     | 球 団      | 試 合 | 打 席 | 打 数 | 得 点 | 安 打 | 二 塁 打 | 三 塁 打 | 本 塁 打 | 塁 打 | 打 点 | 盗 塁 | 盗 塁 死 | 犠 打 | 犠 飛 | 四 球 | 敬 遠 | 死 球 | 三 振 | 併 殺 打 | 打 率 | 出 塁 率 | 長 打 率 | O P S |
| --------- | ---------- | ----- | ----- | ----- | ----- | ----- | -------- | -------- | -------- | ----- | ----- | ----- | -------- | ----- | ----- | ----- | ----- | ----- | ----- | -------- | ----- | -------- | -------- | ----- |
| 1993      | ヤクルト   | 4     | 4     | 4     | 0     | 1     | 0        | 0        | 0        | 1     | 0     | 0     | 1        | 0     | 0     | 0     | 0     | 0     | 1     | 0        | .250  | .250     | .250     | .500  |
| 1994      | ヤクルト   | 6     | 8     | 7     | 0     | 0     | 0        | 0        | 0        | 0     | 0     | 0     | 0        | 0     | 0     | 0     | 0     | 1     | 4     | 1        | .000  | .125     | .000     | .125  |
| 1996      | ダイエー   | 67    | 207   | 185   | 21    | 47    | 7        | 0        | 7        | 75    | 24    | 0     | 0        | 3     | 2     | 14    | 0     | 3     | 47    | 4        | .254  | .314     | .405     | .719  |
| 1997      | ダイエー   | 57    | 142   | 133   | 11    | 29    | 4        | 0        | 7        | 54    | 24    | 0     | 0        | 0     | 1     | 6     | 0     | 2     | 28    | 4        | .218  | .261     | .406     | .667  |
| 1998      | ダイエー   | 41    | 61    | 51    | 7     | 13    | 2        | 1        | 1        | 20    | 4     | 0     | 0        | 0     | 1     | 8     | 0     | 1     | 11    | 3        | .255  | .361     | .392     | .753  |
| 1999      | 中日       | 3     | 10    | 8     | 2     | 2     | 0        | 0        | 1        | 5     | 3     | 0     | 0        | 1     | 0     | 1     | 0     | 0     | 2     | 0        | .250  | .333     | .625     | .958  |
| 2000      | オリックス | 7     | 10    | 9     | 1     | 1     | 0        | 0        | 1        | 4     | 3     | 0     | 0        | 0     | 0     | 0     | 0     | 1     | 3     | 0        | .111  | .200     | .444     | .644  |
| 通算：7年 | 通算：7年  | 185   | 442   | 397   | 42    | 93    | 13       | 1        | 17       | 159   | 58    | 0     | 1        | 4     | 4     | 29    | 0     | 8     | 96    | 12       | .234  | .297     | .401     | .697  |

### 年度別守備成績
| 年度 | 試合 | 企図数 | 許盗塁 | 盗塁刺 | 阻止率 |
| ---- | ---- | ------ | ------ | ------ | ------ |
| 1994 | 1    | 0      | 0      | 0      | -      |
| 通算 | 1    | 0      | 0      | 0      | -      |

### 記録
初記録
- 初出場：1993年4月20日、対阪神タイガース4回戦（明治神宮野球場）、7回裏に松元秀一郎の代打で出場
- 初打席・初安打：同上、7回裏に服部裕昭から単打
- 初先発出場：1993年5月2日、対読売ジャイアンツ3回戦（東京ドーム）、「2番・左翼手」で先発出場（偵察要員：1回表に荒井幸雄と交代）
- 初打点：1996年5月5日、対千葉ロッテマリーンズ7回戦（福岡ドーム）、2回裏に榎康弘から適時打
- 初本塁打：1996年5月7日、対近鉄バファローズ6回戦（日生球場）、6回表に品田操士からソロ

### 背番号
- 61（1990年 - 1995年）
- 35（1996年 - 1999年途中）
- 41（1999年途中 - 同年終了）
- 24（2000年 - 2001年）
- 96（2015年 - 2022年）